# Psephotus
Psephotus é um género de aves da família Psittacidae. É composto por cinco espécies, nativas da Austrália. Todas as espécies exibem um considerável dimorfismo sexual.

## Taxonomia
Subgénero Psephotus:
- Psephotus haematonotus
- Psephotus varius

Subgénero Psephotellus:
- Psephotus dissimilis
- Psephotus chrysopterygius
- Psephotus pulcherrimus † (extinta)